# Alonina longipes
Alonina longipes is een vlinder uit de familie wespvlinders (Sesiidae), onderfamilie Sesiinae.
Alonina longipes is voor het eerst wetenschappelijk beschreven door Holland in 1893. De soort komt voor in het Afrotropisch gebied.